# Acanthophyllum leucostegium
Acanthophyllum leucostegium là loài thực vật có hoa thuộc họ Cẩm chướng. Loài này được Schiman-Czeika mô tả khoa học đầu tiên năm 1988.